# Timothy Goebel
Timothy Richard Goebel (Evanston (Illinois), 10 september 1980) is een Amerikaans voormalig kunstschaatser. Hij werd in 2001 Amerikaans kampioen. Goebel nam in 2002 deel aan de Olympische Winterspelen in Salt Lake City, waar hij olympisch brons won.

## Biografie

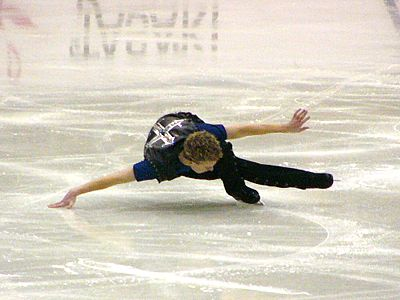
Timothy Goebel voert een van zijn kenmerkende 'moves' uit (2003)

De 'Quad King', zo genoemd vanwege zijn springvaardigheden, werd in 1997 tweede bij de WK junioren. Het duurde echter enkele jaren voor Goebel doordrong tot de top bij de senioren. In 2001 won hij de Amerikaanse kampioenschappen en werd hij vierde bij de WK. In het daaropvolgende olympische jaar werd hij tweede bij de nationale kampioenschappen en de wereldkampioenschappen, gevolgd door olympisch brons in Salt Lake City. Goebel bleef tot 2006 actief als kunstschaatser. Zo werd hij nog tweede bij de WK 2003. Hij kwalificeerde zich echter niet voor de Olympische Winterspelen 2006, waarna hij zijn carrière beëindigde. Goebel karakteriseerde zich door zijn sprongen. Hij was de eerste schaatser die een viervoudige Salchow tijdens een wedstrijd met succes uitvoerde. Daarnaast was hij de eerste persoon die met succes drie viervoudige sprongen in één programma uitvoerde. Na zijn sportieve carrière studeerde hij wiskunde aan de Columbia-universiteit. Goebel is gehuwd.

## Belangrijke resultaten
| Kampioenschap                | 93/94 | 94/95 | 95/96 | 96/97  | 97/98  | 98/99         | 99/00         | 00/01         | 01/02         | 02/03         | 03/04         | 04/05         | 05/06         |
| ---------------------------- | ----- | ----- | ----- | ------ | ------ | ------------- | ------------- | ------------- | ------------- | ------------- | ------------- | ------------- | ------------- |
| Olympische Spelen            |       |       |       |        |        |               |               |               | Brons         |               |               |               |               |
| Wereldkampioenschap          |       |       |       |        |        | 12e           | 11e           | 4e            | Zilver        | Zilver        |               | 10e           |               |
| Viercontinentenkampioenschap |       |       |       |        |        | 13e           |               |               |               |               |               |               |               |
| Grand Prix-finale            |       |       |       |        |        |               | Brons         | 5e            | Brons         |               |               |               |               |
| Nationaal kampioenschap      |       |       |       | 6e     | t.z.t. | Brons         | Zilver        | Goud          | Zilver        | Zilver        | t.z.t.        | Zilver        | 7e            |
| WK junioren                  |       | 14e   | 7e    | Zilver | t.z.t. | geen deelname | geen deelname | geen deelname | geen deelname | geen deelname | geen deelname | geen deelname | geen deelname |
| Junior Grand Prix-finale     |       |       |       |        | Goud   | geen deelname | geen deelname | geen deelname | geen deelname | geen deelname | geen deelname | geen deelname | geen deelname |
| NK junioren                  | (*)   | 5e    | Goud  |        |        | geen deelname | geen deelname | geen deelname | geen deelname | geen deelname | geen deelname | geen deelname | geen deelname |

(*) = bij de novice
- Library of Congress Control Number: no2014170439
- Virtual International Authority File: 313410134
- WorldCat: E39PBJkT6kGDdtjgvCrXTPrDv3